# Leichtathletik-Länderkampf der Frauen 1974 Rumänien – BR Deutschland / BR Deutschland – Großbritannien / BR Deutschland – Italien
| 6./7./8. Leichtathletik-Länderkampf mit bundesdeutscher Beteiligung 1974                                           | 6./7./8. Leichtathletik-Länderkampf mit bundesdeutscher Beteiligung 1974 |
| --- | ------------------------------------------------------------------------ |
| |                                                                          |
| Ländervergleich der Frauen: Rumänien – BR Deutschland / BR Deutschland – Großbritannien / BR Deutschland – Italien |                                                                          |
| Austragungsort | Bukarest                                                                 |
| Wettbewerbe | ROU – FRG: 13 FRG – GBR: 13 FRG – ITA: 14                                |
| Datum | 9. Juni                                                                  |
| 1. ROU 2. FRG | 75 Punkte 59 Punkte                                                      |
| 1. FRG 2. GBR | 84 Punkte 50 Punkte                                                      |
| 1. FRG 2. ITA | 99 Punkte 44 Punkte                                                      |
| Chronik |                                                                          |
| ← FRG-FIN-POL 00Springer/Werfer (M)                                                                                | FRA-FRG-ITA-CSK00 Marathon (M) →                                         |

Im sechsten sowie gleichzeitig siebten und achten Vergleich des Länderkampfjahres 1974 kam es zur ersten Veranstaltung mit mehreren Teams und getrennten Länderkampfwertungen. Für die bundesdeutschen Frauen ergaben sich daraus die Begegnungen mit Gastgeber Rumänien, mit Großbritannien und mit Italien. Durchgeführt wurden die Wettkämpfe mit dem allgemeinen leichtathletischen Programm am 9. Juni in der rumänischen Hauptstadt Bukarest.
Die Bundesrepublik und Rumänien waren vorher vier Mal aufeinander getroffen, jedes Mal waren die bundesdeutschen Frauen siegreich gewesen.
Gegen Großbritannien war es bereits die dreizehnte Begegnung der bundesdeutschen Leichtathletinnen. Die Bilanz lautete sieben zu fünf für die Bundesrepublik.
Mit den Italienerinnen hatte es schon länger kein Kräftemessen eines bundesdeutschen Frauenteams gegeben. Die letzte Begegnung hatte 1958 stattgefunden. Nun bestritten die beiden Länder ihre achte Begegnung. Alle vorangegangenen Begegnungen hatten die bundesdeutschen Sportlerinnen für sich entschieden.

## Wettbewerbe und Modus
Auf dem Programm standen dreizehn Wettbewerbe, die das damalige olympische Frauenprogramm komplett abdeckten. Darüber hinaus wurde gegen Italien auch der 3000-Meter-Lauf ausgetragen, eine Disziplin, die bei den Olympischen Spielen 1984 in Los Angeles olympisch wurde. Die Wertung erfolgte in allen Wettbewerben nach dem Standardsystem.

## Ergebnis
Im Länderkampf mit Rumänien behaupteten sich die bundesdeutschen Leichtathletinnen nur in den Laufwettbewerben ganz knapp gegenüber ihren Gegnerinnen. Beide Länder entschieden je drei Einzelläufe für sich, die Bundesrepublik bei zwei Doppelerfolgen, Rumänien bei einem Doppelerfolg. In den Staffeln hieß es unentschieden eins zu eins. Im Bereich Sprung gingen beide Disziplinen mit Doppelerfolgen an Rumänien. In der Kategorie Wurf/Stoß konnten die bundesdeutschen Sportlerinnen nur den Speerwurf für sich verbuchen, die beiden anderen Wettbewerbe gewannen die rumänischen Vertreterinnen und erzielten dabei einen weiteren Doppelerfolg. So reichte es diesmal nicht zu einem bundesdeutschen Erfolg. Mit 59 zu 75 Punkten musste sich das bundesdeutsche Team geschlagen geben.
Besser lief es für die bundesdeutschen Athletinnen gegen ihre Kontrahentinnen aus Großbritannien. Hier lag die Bundesrepublik in allen Bereichen vorn. In den Läufen gab es vier Siege, die alle per Doppelerfolg erzielt wurden. Die Britinnen kamen hier auf zwei Disziplingewinne, jeweils ohne Doppelerfolg. Beide Staffeln entschieden die bundesdeutschen Frauen für sich, ebenso alle drei Wettbewerbe in der Kategorie Wurf/Stoß, zwei davon per Doppelerfolg. Von den Sprüngen ging jeweils einer an die beiden Teams. Die Bundesrepublik kam dabei zu einem Doppelerfolg, was Großbritannien nicht gelang. Damit setzten sich die bundesdeutschen Frauen mit 84 zu fünfzig Punkten gegen die Britinnen wieder deutlich durch.
Noch deutlicher war die bundesdeutsche Dominanz gegenüber Italien. Die Italienerinnen konnten lediglich das Rennen über 3000 Meter für sich entscheiden. Außerdem gab es im 100-Meter-Hürdenlauf ein Remis, weil eine bundesdeutsche Läuferin gestürzt war. In allen anderen zwölf Wettbewerben lagen die bundesdeutschen Vertreterinnen vorn und erzielten dabei zwölf Doppelerfolge. In der Endabrechnung siegte die Bundesrepublik Deutschland zum achten Mal in diesem Vergleich, diesmal mit großer Überlegenheit und 99 zu 44 Punkten.

## Legende
Kurze Übersicht zur Bedeutung der Symbolik – so üblicherweise auch in sonstigen Veröffentlichungen verwendet:
| DNF | nicht im Ziel (did not finish) |
| DSQ | disqualifiziert                |

## Resultate

### 100 m
| Platz | Athletin          | Land | Zeit (s) | Länderkampfwertung | Länderkampfwertung |
| ----- | ----------------- | ---- | -------- | ------------------ | ------------------ |
| 1     | Annegret Richter  | FRG  | 11,3     | 1. FRG 2. ROU      | 8 P 3 P            |
| 2     | Inge Helten       | FRG  | 11,3     | 1. FRG 2. ROU      | 8 P 3 P            |
| 3     | Sonia Lannaman    | GBR  | 11,3     | 1. FRG 2. ROU      | 8 P 3 P            |
| 4     | Helen Golden      | GBR  | 11,5     | 1. FRG 2. GBR      | 8 P 3 P            |
| 5     | Cecilia Molinari  | ITA  | 11,5     | 1. FRG 2. GBR      | 8 P 3 P            |
| 6     | Laura Nappi       | ITA  | 11,6     | 1. FRG 2. ITA      | 8 P 3 P            |
| 7     | Viorica Enescu    | ROU  | 11,7     | 1. FRG 2. ITA      | 8 P 3 P            |
| 8     | Mariana Niculescu | ROU  | 12,0     | 1. FRG 2. ITA      | 8 P 3 P            |

### 200 m
| Platz | Athletin             | Land | Zeit (s) | Länderkampfwertung | Länderkampfwertung |
| ----- | -------------------- | ---- | -------- | ------------------ | ------------------ |
| 1     | Donna Murray         | GBR  | 23,3     | 1. FRG 2. ROU      | 8 P 3 P            |
| 2     | Annegret Kroniger    | FRG  | 23,5     | 1. FRG 2. ROU      | 8 P 3 P            |
| 3     | Christine Tackenberg | FRG  | 23,6     | 1. FRG 2. ROU      | 8 P 3 P            |
| 4     | Sharon Colyear       | GBR  | 23,6     | 1. GBR 2. FRG      | 6 P 5 P            |
| 5     | Laura Nappi          | ITA  | 23,8     | 1. GBR 2. FRG      | 6 P 5 P            |
| 6     | Cecilia Molinari     | ITA  | 24,0     | 1. FRG 2. ITA      | 8 P 3 P            |
| 7     | Mariana Condovici    | ROU  | 24,3     | 1. FRG 2. ITA      | 8 P 3 P            |
| 8     | Adriana Stamm        | ROU  | 24,8     | 1. FRG 2. ITA      | 8 P 3 P            |

### 400 m
| Platz | Athletin         | Land | Zeit (s) | Länderkampfwertung | Länderkampfwertung |
| ----- | ---------------- | ---- | -------- | ------------------ | ------------------ |
| 1     | Rita Wilden      | FRG  | 51,8     | 1. FRG 2. ROU      | 7 P 4 P            |
| 2     | Mariana Suman    | ROU  | 51,9     | 1. FRG 2. ROU      | 7 P 4 P            |
| 3     | Janette Roscoe   | GBR  | 53,6     | 1. FRG 2. ROU      | 7 P 4 P            |
| 4     | Elizabeth Barnes | GBR  | 53,9     | 1. FRG 2. GBR      | 6 P 5 P            |
| 5     | Dagmar Jost      | FRG  | 54,3     | 1. FRG 2. GBR      | 6 P 5 P            |
| 6     | Donata Govoni    | ITA  | 55,4     | 1. FRG 2. ITA      | 8 P 3 P            |
| 7     | Liliana Leau     | ROU  | 55,5     | 1. FRG 2. ITA      | 8 P 3 P            |
| 8     | Erica Rossi      | ITA  | 56,6     | 1. FRG 2. ITA      | 8 P 3 P            |

### 800 m
| Platz | Athletin              | Land | Zeit (min) | Länderkampfwertung | Länderkampfwertung |
| ----- | --------------------- | ---- | ---------- | ------------------ | ------------------ |
| 1     | Mariana Suman         | ROU  | 2:03,9     | 1. ROU 2. FRG      | 7 P 4 P            |
| 2     | Gisela Klein          | FRG  | 2:05,0     | 1. ROU 2. FRG      | 7 P 4 P            |
| 3     | Rafira Fifa           | ROU  | 2:05,7     | 1. ROU 2. FRG      | 7 P 4 P            |
| 4     | Monika Siegl          | FRG  | 2:06,2     | 1. FRG 2. GBR      | 8 P 3 P            |
| 5     | Lesley Kiernan        | GBR  | 2:06,2     | 1. FRG 2. GBR      | 8 P 3 P            |
| 6     | Rosemary Wright       | GBR  | 2:06,7     | 1. FRG 2. ITA      | 8 P 3 P            |
| 7     | Angela Ramello        | ITA  | 2:08,0     | 1. FRG 2. ITA      | 8 P 3 P            |
| 8     | Christa Mutschlechner | ITA  | 2:10,5     | 1. FRG 2. ITA      | 8 P 3 P            |

### 1500 m
| Platz | Athletin         | Land | Zeit (min) | Länderkampfwertung | Länderkampfwertung |
| ----- | ---------------- | ---- | ---------- | ------------------ | ------------------ |
| 1     | Natalia Andrei   | ROU  | 4:14,6     | 1. ROU 2. FRG      | 8 P 3 P            |
| 2     | Ileana Silai     | ROU  | 4:16,3     | 1. ROU 2. FRG      | 8 P 3 P            |
| 3     | Brigitte Kraus   | FRG  | 4:17,5     | 1. ROU 2. FRG      | 8 P 3 P            |
| 4     | Sylvia Schenk    | FRG  | 4:20,8     | 1. FRG 2. GBR      | 8 P 3 P            |
| 5     | Paula Yeoman     | GBR  | 4:26,2     | 1. FRG 2. GBR      | 8 P 3 P            |
| 6     | Margaret Coomber | GBR  | 4:26,4     | 1. FRG 2. ITA      | 8 P 3 P            |
| 7     | Bruna Lovisolo   | ITA  | 4.28,7     | 1. FRG 2. ITA      | 8 P 3 P            |
| 8     | Giovanna Leone   | ITA  | 4:35,6     | 1. FRG 2. ITA      | 8 P 3 P            |

### 3000 m
| Platz | Athletin           | Land | Zeit (min) | Länderkampfwertung                                                              | Länderkampfwertung                                                              |
| ----- | ------------------ | ---- | ---------- | ------------------------------------------------------------------------------- | ------------------------------------------------------------------------------- |
| 1     | Marguerita Gargano | ITA  | 9:27,6     | Dieser Wettbewerb war nur Teil des Län- derkampfs BR Deutschland gegen Italien. | Dieser Wettbewerb war nur Teil des Län- derkampfs BR Deutschland gegen Italien. |
| 2     | Gudrun Hodey       | FRG  | 9:31,4     | Dieser Wettbewerb war nur Teil des Län- derkampfs BR Deutschland gegen Italien. | Dieser Wettbewerb war nur Teil des Län- derkampfs BR Deutschland gegen Italien. |
| 3     | Vera Kemper        | FRG  | 9:47,8     | 1. ITA 2. FRG                                                                   | 6 P 5 P                                                                         |
| 4     | Waltraud Egger     | ITA  | 9:54,0     | 1. ITA 2. FRG                                                                   | 6 P 5 P                                                                         |

### 100 m Hürden
| Platz | Athletin            | Land | Zeit (s) | Länderkampfwertung | Länderkampfwertung |
| ----- | ------------------- | ---- | -------- | ------------------ | ------------------ |
| 1     | Valeria Ștefănescu  | ROU  | 12,9     | 1. ROU 2. FRG      | 7 P 3 P            |
| 2     | Judy Vernon         | GBR  | 13,2     | 1. ROU 2. FRG      | 7 P 3 P            |
| 3     | Marlies Koschinski  | FRG  | 13,2     | 1. ROU 2. FRG      | 7 P 3 P            |
| 4     | Viorica Enescu      | ROU  | 13,4     | 1. GBR 2. FRG      | 7 P 3 P            |
| 5     | Blondelle Thompson  | GBR  | 13,5     | 1. GBR 2. FRG      | 7 P 3 P            |
| 6     | Antonella Battaglia | ITA  | 13,8     | 1. FRG 1. ITA      | 5 P                |
| 7     | Sandra Tonelli      | ITA  | 14,5     | 1. FRG 1. ITA      | 5 P                |
| DNF   | Monika Scherb       | FRG  | gestürzt | 1. FRG 1. ITA      |                    |

Wind: +3,0 m/s

### 4 × 100 m Staffel
| Platz | Besetzung              | Land                                                             | Zeit (s) | Länderkampfwertung | Länderkampfwertung |
| ----- | ---------------------- | ---------------------------------------------------------------- | -------- | ------------------ | ------------------ |
| 1     | BR Deutschland         | Christiane Krause Inge Helten Annegret Richter Annegret Kroniger | 44,1     | 1. FRG 2. ROU      | 5 P 2 P            |
| 2     | Vereinigtes Königreich | Helen Golden Judy Vernon Margaret Williams Sonia Lannaman        | 45,4     | 1. FRG 2. GBR      | 5 P 2 P            |
| 3     | Italien                | Adriana Carli Cecilia Molinari Laura Nappi Alessandra Orselli    | 45,8     | 1. FRG 2. ITA      | 5 P 2 P            |
| 4     | Rumänien               | Ene Viorica Enescu Surdu Mariana Niculescu                       | 45,8     | 1. FRG 2. ITA      | 5 P 2 P            |

### 4 × 400 m Staffel
| Platz | Besetzung              | Land                                                           | Zeit (min) | Länderkampfwertung | Länderkampfwertung |
| ----- | ---------------------- | -------------------------------------------------------------- | ---------- | ------------------ | ------------------ |
| 1     | Rumänien               | Liliana Leau Lacramiora Diaconiuc Doina Badescu Mariana Suman  | 3:36,0     | 1. ROU 2. FRG      | 5 P 2 P            |
| 2     | BR Deutschland         | Karola Claus Brigitte Koczelnik Christel Frese Hildegard Falck | 3:36,1     | 1. FRG 2. GBR      | 5 P 2 P            |
| 3     | Vereinigtes Königreich | Janette Roscoe Donna Murray Elizabeth Barnes Christine Warden  | 3:37‚4     | 1. FRG 2. ITA      | 5 P 2 P            |
| DSQ   | Italien                |                                                                |            | 1. FRG 2. ITA      | 5 P 2 P            |

### Hochsprung
| Platz | Athletin         | Land | Höhe (m) | Länderkampfwertung | Länderkampfwertung |
| ----- | ---------------- | ---- | -------- | ------------------ | ------------------ |
| 1     | Virginia Ioan    | ROU  | 1,92     | 1. ROU 2. FRG      | 8 P 3 P            |
| 2     | Erica Teodorescu | ROU  | 1,83     | 1. ROU 2. FRG      | 8 P 3 P            |
| 3     | Karin Wagner     | FRG  | 1,83     | 1. ROU 2. FRG      | 8 P 3 P            |
| 4     | Ulrike Meyfarth  | FRG  | 1,75     | 1. FRG 2. GBR      | 8 P 3 P            |
| 5     | Barbara Lawton   | GBR  | 1,75     | 1. FRG 2. GBR      | 8 P 3 P            |
| 6     | Sandra Dettamani | ITA  | 1,75     | 1. FRG 2. ITA      | 8 P 3 P            |
| 7     | Susan Wright     | GBR  | 1,70     | 1. FRG 2. ITA      | 8 P 3 P            |
| 8     | Milena Cassadei  | ITA  | 1,65     | 1. FRG 2. ITA      | 8 P 3 P            |

### Weitsprung
| Platz | Athletin           | Land | Weite (m) | Länderkampfwertung | Länderkampfwertung |
| ----- | ------------------ | ---- | --------- | ------------------ | ------------------ |
| 1     | Valeria Ștefănescu | ROU  | 6,50      | 1. ROU 2. FRG      | 8 P 3 P            |
| 2     | Dorina Cătineanu   | ROU  | 6,40      | 1. ROU 2. FRG      | 8 P 3 P            |
| 3     | Ruth Martin-Jones  | GBR  | 6,29      | 1. ROU 2. FRG      | 8 P 3 P            |
| 4     | Ute Hedicke        | FRG  | 6,18      | 1. GBR 2. FRG      | 6 P 5 P            |
| 5     | Edda Trocha        | FRG  | 6,14      | 1. GBR 2. FRG      | 6 P 5 P            |
| 6     | Ann Wilson         | GBR  | 6,00      | 1. FRG 2. ITA      | 8 P 3 P            |
| 7     | Manuela Martinelli | ITA  | 5,80      | 1. FRG 2. ITA      | 8 P 3 P            |
| 8     | Alba Daposo        | ITA  | 5,73      | 1. FRG 2. ITA      | 8 P 3 P            |

### Kugelstoßen
| Platz | Athletin          | Land | Weite (m) | Länderkampfwertung | Länderkampfwertung |
| ----- | ----------------- | ---- | --------- | ------------------ | ------------------ |
| 1     | Valentina Cioltan | ROU  | 18,02     | 1. ROU 2. FRG      | 7 P 4 P            |
| 2     | Eva Wilms         | FRG  | 16,52     | 1. ROU 2. FRG      | 7 P 4 P            |
| 3     | Clnzia Petrucci   | ITA  | 15,93     | 1. ROU 2. FRG      | 7 P 4 P            |
| 4     | Mihaela Loghin    | ROU  | 15,75     | 1. FRG 2. GBR      | 8 P 3 P            |
| 5     | Helga Jaxt        | FRG  | 14,90     | 1. FRG 2. GBR      | 8 P 3 P            |
| 6     | Brenda Bedford    | GBR  | 14,32     | 1. FRG 2. ITA      | 7 P 4 P            |
| 7     | Rosemary Payne    | GBR  | 13,53     | 1. FRG 2. ITA      | 7 P 4 P            |
| 8     | Ilaria Nistri     | ITA  | 13,52     | 1. FRG 2. ITA      | 7 P 4 P            |

### Diskuswurf
| Platz | Athletin           | Land | Weite (m) | Länderkampfwertung | Länderkampfwertung |
| ----- | ------------------ | ---- | --------- | ------------------ | ------------------ |
| 1     | Argentina Menis    | ROU  | 62,52     | 1. ROU 2. FRG      | 8 P 3 P            |
| 2     | Olimpia Cataramă   | ROU  | 58,14     | 1. ROU 2. FRG      | 8 P 3 P            |
| 3     | Liesel Westermann  | FRG  | 58,06     | 1. ROU 2. FRG      | 8 P 3 P            |
| 4     | Rosemary Payne     | GBR  | 53,94     | 1. FRG 2. GBR      | 7 P 4 P            |
| 5     | Brigitte Berendonk | FRG  | 52,68     | 1. FRG 2. GBR      | 7 P 4 P            |
| 6     | Renata Scaglia     | ITA  | 49,52     | 1. FRG 2. ITA      | 8 P 3 P            |
| 7     | Meg Ritchie        | GBR  | 47,56     | 1. FRG 2. ITA      | 8 P 3 P            |
| 8     | Ilaria Nistri      | ITA  | 38,28     | 1. FRG 2. ITA      | 8 P 3 P            |

### Speerwurf
| Platz | Athletin        | Land | Weite (m) | Länderkampfwertung | Länderkampfwertung |
| ----- | --------------- | ---- | --------- | ------------------ | ------------------ |
| 1     | Ameli Koloska   | FRG  | 55,98     | 1. FRG 2. ROU      | 6 P 5 P            |
| 2     | Éva Zörgő       | ROU  | 55,80     | 1. FRG 2. ROU      | 6 P 5 P            |
| 3     | Ioana Pecec     | ROU  | 54,88     | 1. FRG 2. ROU      | 6 P 5 P            |
| 4     | Christa Peters  | FRG  | 54,84     | 1. FRG 2. GBR      | 8 P 3 P            |
| 5     | Tessa Sanderson | GBR  | 57,44     | 1. FRG 2. GBR      | 8 P 3 P            |
| 6     | Prudence Carter | GBR  | 47,22     | 1. FRG 2. ITA      | 8 P 3 P            |
| 7     | Giuliana Amici  | ITA  | 42,66     | 1. FRG 2. ITA      | 8 P 3 P            |
| 8     | Adriana Alienti | ITA  | 42,60     | 1. FRG 2. ITA      | 8 P 3 P            |